# Трамвай серії 71-931 «Витязь»

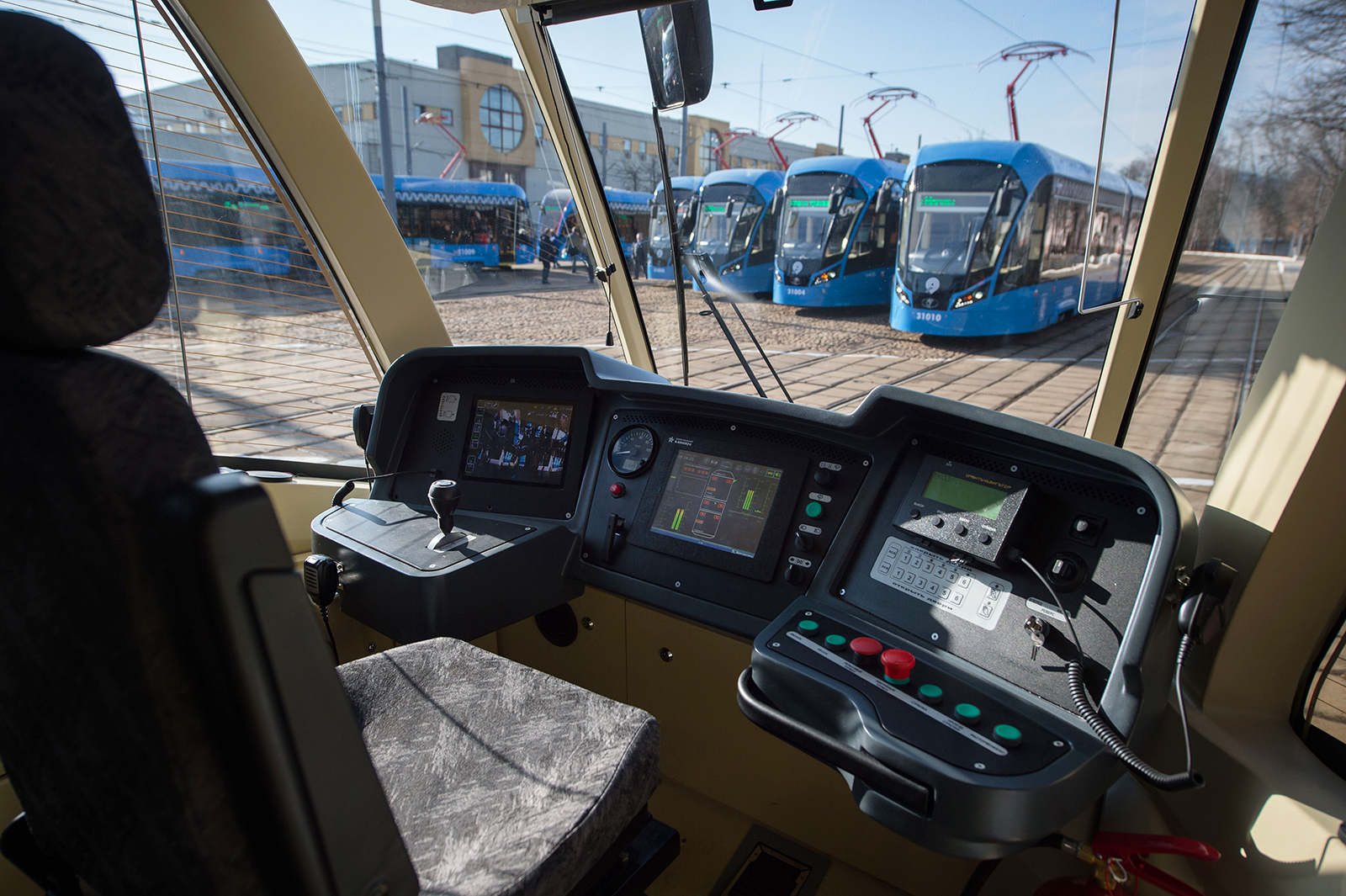
71-931М «Витязь-М»

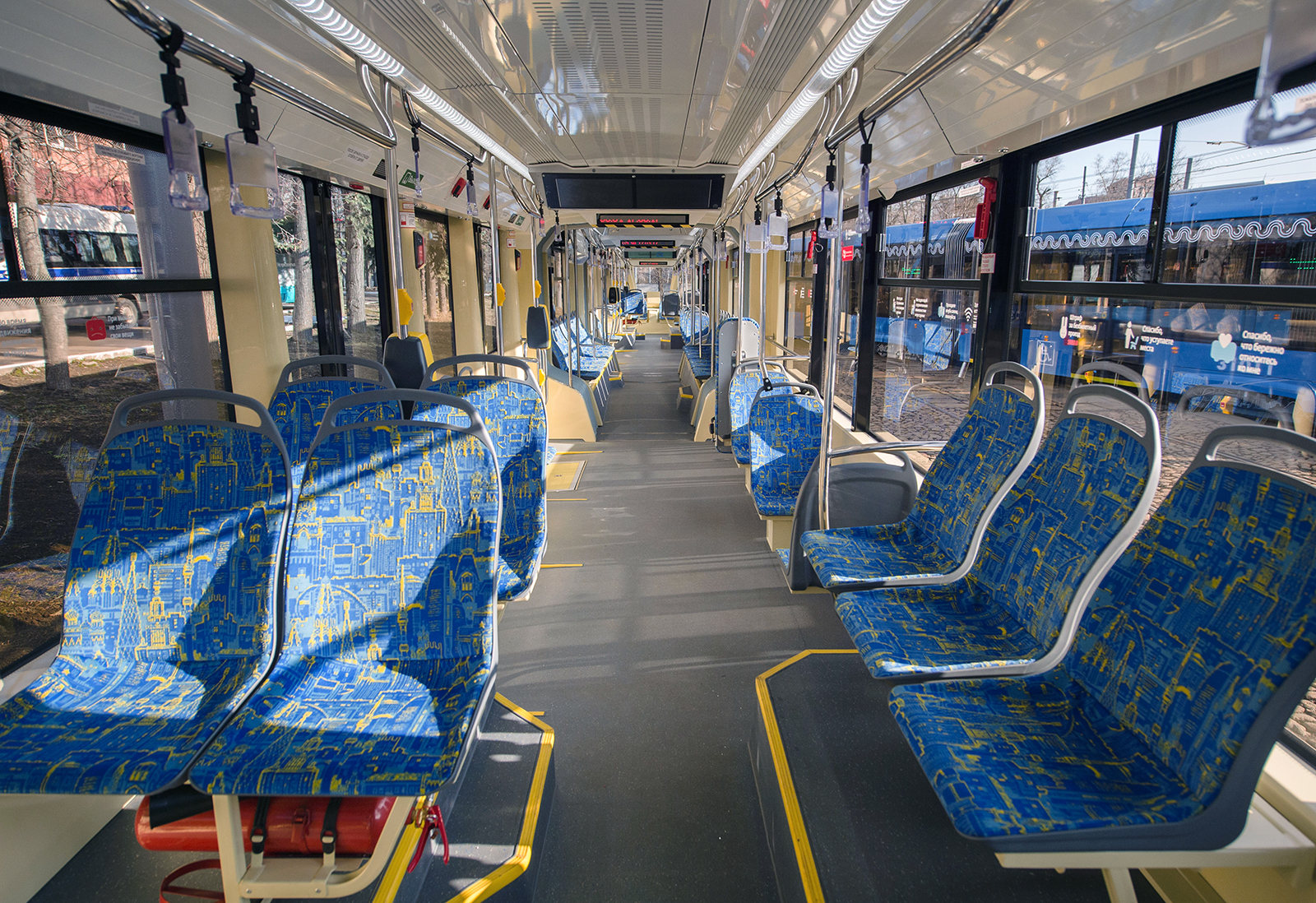
71-931М «Витязь-М»

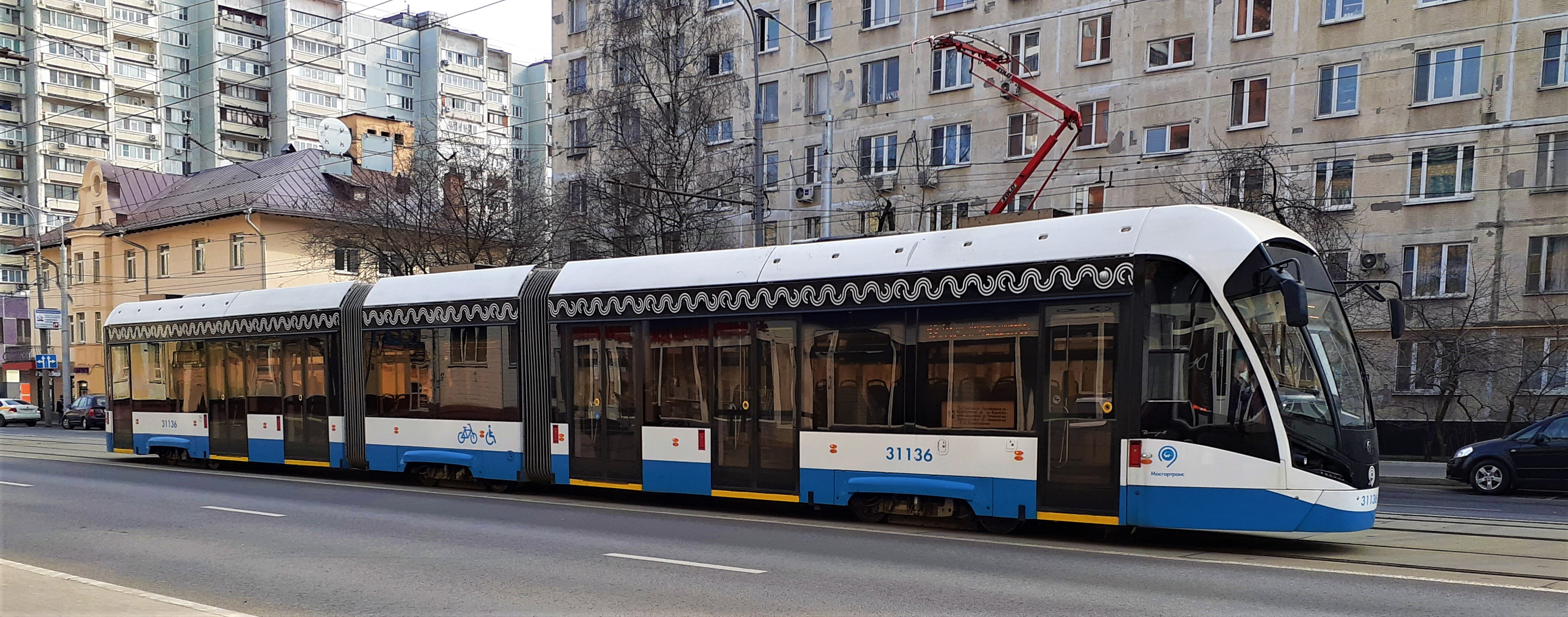
71-931М «Витязь-М» № 31136 в Москві

71-931 «Витязь» — зчленований шестиосний трамвайний вагон з повністю низьким рівнем підлоги, створений ТОВ «ПК Транспортні системи» на потужностях Тверського вагонобудівного заводу. Випускається в двох варіантах — базової моделі і модифікації 71-931М («Витязь-М»), що відрізняється зміненою передньою і задньою маскою. Станом на 2020 рік, експлуатуються в Санкт-Петербурзі, Краснодарі і в Москві в депо імені Баумана, Октябрському і імені Русакова.

## Загальні відомості
Трамваї моделі 71-931 «Витязь» та модифікації є представниками нової лінійки низькопідлогових трамваїв, розроблених «ПК Транспортні системи» та призначених для міських пасажирських перевезень на лініях колії 1524 мм, електрифікованих верхнім контактним проводом номінальної напруги 550 В постійного струму.
Низькопідлогове виконання трамваїв спрощує процес посадки та висадки пасажирів, що особливо важливо для осіб з обмеженою рухливістю та осіб з колясками та багажем.
У рамках моделі «Витязь» створено дві модифікації — базова модель 71-931
та більш сучасна модель 71-931М, що відрізняється від базової зміненої конструкцією лобової та хвостової маски та більшою довжиною, а також збільшеною кількістю місць у салоні.
Трамваї складаються з трьох зчленованих секцій і в стандартному виконанні мають одну кабіну керування та двері тільки по правому борту, через що можуть експлуатуватися тільки на маршрутах з правостороннім рухом та розворотними кільцями або трикутниками на кінцевих зупинках.
Для маршрутів з човниковим рухом без розвороту може бути випущений двокабінний варіант трамвая з двостороннім розташуванням дверей, у разі замість хвостової секції встановлюється головна з кабіною управління. На базі трисекційної моделі 71-931М планується створення конструктивно уніфікованого п'ятисекційного трамвая, у якого головна та хвостова або дві головні секції аналогічні 71-931М, а замість однієї середньої бездверної секції з вузлами зчленування до складу включено дві, між якими підвішена безвізкова підвісна секція.

### Технічні характеристики
Основні характеристики трамваїв 71-931 та 71-931М «Витязь»:
- Загальні безрозмірні характеристики:
  - Кількість секцій — 3;
  - Осьова формула — (20—0)+(20)+(0—20);
  - Кількість дверей — 6, у тому числі
    - одностулкових — 2;
    - двостулкових — 4;
- Розміри:
  - Загальні розміри вагона:
    - Довжина вагона 71-931 — 27 000 мм;
    - Довжина вагона 71-931М — 27 500 мм;
    - Ширина — 2500±50 мм;
    - Висота з опущеним струмоприймачем — 3500 мм;
    - Робоча висота струмоприймача — 4-6 м;
    - Висота опорного майданчика (підніжки) — 370 мм;
    - Ширина дверного отвору:
      - одностулкових дверей — 730 мм;
      - двостулкових дверей — 1 300 мм;

    - База вагона між поворотним та неповоротним візками — 8 994 мм;
    - База вагона між візком та зчленуванням — 6 614 мм;
    - База між вузлами зчленування — 4760 мм;

  - Розміри візка:
    - База візка — 1800 мм;
    - Кліренс візка на нових бандажах — 130 мм;
    - Діаметр нових необточених коліс — 620 мм;
    - Ширина колії — 1520 мм;

  - Мінімальний радіус прохідних кривих — 20 м;
- Маса вагона — 37 т;
- Тягові характеристики:
  - Номінальна напруга та рід струму — 550 В постійного струму;
  - Передавальне число редуктора — 6,921;
  - Конструкційна швидкість — 75 км/год;
  - Час розгону до 40 км/год — 14 с;
  - Потужність електродвигунів — 6x72 = 452 кВт;
  - Ємність акумуляторів — 8×160 А · год;
  - Дистанція автономного ходу на акумуляторах — 1500 м;
  - Питоме енергоспоживання — 65 Вт·год/т.км;
- Пасажиромісткість:
  - Кількість сидячих місць:
    - у вагоні 71-931 — 53;
    - у вагоні 71-931М — 60;
    - у вагоні 71-931М модифікації «Витязь-Москва» — 64;

  - Загальна місткість:
    - у вагоні 71-931:
      - при населеності 5 чол./м² — 220;
      - при населеності 8 чол./м² — 320;

    - у вагоні 71-931М:
      - при населеності 5 чол./м² — 188;
      - при населеності 8 чол./м² — 265.

## Експлуатація
| Місто           | Кількість   | Роки випуску |
| Санкт-Петербург | 42 одиниць  | 2014-2019    |
| Краснодар       | 1 одиниця   | 2016         |
| Москва          | 357 одиниць | 2016-н.ч.    |